# Portugal
Portugal, officieel de Portugese Republiek (Portugees: República Portuguesa), is een land in het uiterste zuidwesten van Europa. Het vormt het westelijk deel van het Iberisch Schiereiland. In het oosten en noorden grenst het aan Spanje, het enige buurland, en in het zuiden en westen aan de Atlantische Oceaan. Tot Portugal behoren tevens de Azoren en Madeira, twee eilandengroepen in deze oceaan. Het land heeft een onmiskenbaar maritiem karakter. Op een grondgebied van 92.212 km² - drie keer de oppervlakte van België en ruim twee keer de oppervlakte van Nederland - wonen 10,8 miljoen inwoners. De hoofdstad en tevens grootste stad van het land is Lissabon.
De geschiedenis van de staat Portugal gaat terug tot de middeleeuwen: Het jaar 1139, tijdens de Reconquista, wordt gezien als het jaar waarin het land onafhankelijk werd van de Moren. In de vroegmoderne tijd groeide het land uit tot het Portugese Rijk, een wereldmacht die overzeese gebieden in Afrika, Azië en Zuid-Amerika omvatte. In de daaropvolgende eeuwen nam het rijk weer in grootte af; in 1999 kwam met de overdracht van Macau aan China een eind aan de koloniale bezittingen. In de 20e eeuw was Portugal gedurende enkele decennia een dictatuur. Daaraan kwam met de Anjerrevolutie in 1974 een einde.
Portugal is een ontwikkeld land; volgens de Index van de menselijke ontwikkeling valt Portugal met een 41e plaats (2018) in de groep van zeer hoog ontwikkelde landen; en in de Global Peace Index staat Portugal op de 3de plaats (2019). Staatkundig is het land een parlementaire republiek. Het land is lid van een groot aantal internationale organisaties, waaronder de VN, de NAVO, de OESO en de EU. In 2002 verving de euro de escudo als nationale munteenheid.

## Etymologie
De naam van Portugal vindt zijn oorsprong in Portus Cale (Latijn voor haven van Cale), de oude naam voor een historische plaats en haven in het huidige Portugal. Portus Cale lag in het noorden van Portugal, in het gebied van het huidige Grande Porto.

## Geschiedenis

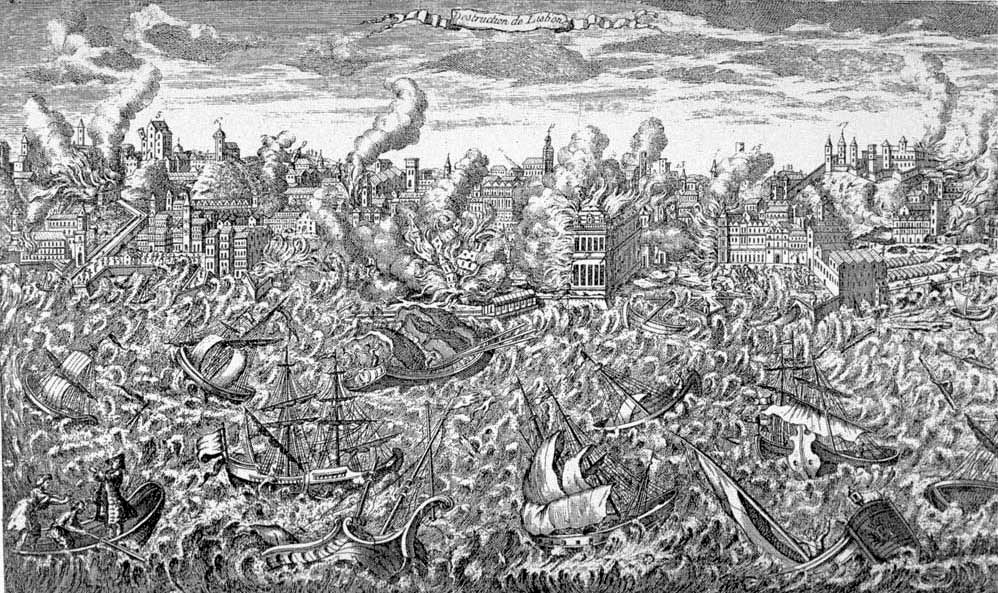
Gravure van de aardbeving van Lissabon

De geschiedenis van Portugal is die van een oud Europees land, waarvan de oorsprong teruggaat tot de vroege oudheid, een land dat dankzij zijn ontdekkingsreizen opklom van een Europees koninkrijk tot een wereldmacht, namelijk het grote Portugese Rijk.
Het land ontstond tijdens de Reconquista tegen de islamitische Moren uit het graafschap Portucale en werd in de 12e eeuw het onafhankelijke koninkrijk Portugal, het enige christelijke vorstendom op het Iberisch Schiereiland dat niet opging in het Spaanse Rijk (met uitzondering van de periode 1580-1640). Het hoogtepunt van zijn macht beleefde Portugal in de 15e en 16e eeuw. Daarna verloor het veel van zijn rijkdom en status waarbij naast verspilzucht en slecht beheer van de rijkdommen ook de vernietiging van Lissabon door de aardbeving van 1755, de bezetting door Napoleon en de onafhankelijkheidsverklaring van Brazilië in 1822 een rol speelden.
Een revolutie in 1910 schafte de monarchie af. De republiek Portugal vocht vanaf 1916 mee in de Eerste Wereldoorlog aan de zijde van de Entente. Na een periode van corruptie en opbouwen van een grote staatsschuld werd in 1926 door de Revolutie van de 28ste mei een dictatuur geïnstalleerd. Tijdens de Tweede Wereldoorlog bleef Portugal neutraal. In 1949 was het land medeoprichter van de NAVO. De dictatuur zou duren tot 1974 toen na een linkse militaire coup, de Anjerrevolutie, democratische hervormingen werden doorgevoerd. Het jaar daarop werden de Afrikaanse koloniën onafhankelijk.
Portugal werd in 1986 lid van de Europese Economische Gemeenschap, de latere Europese Unie. Portugese bedrijven hadden nu eenvoudig toegang tot een grotere markt en dit zorgde voor een groei in de Portugese economie. Al snel werd Portugal een Europees succesverhaal. In 1995 startte het land met het uitvoeren van de regels ondertekend bij de Verdragen van Schengen. Vier jaar later, in 1999, behoorden de Portugezen tot de oprichters van de eurozone en het land voerde in 2002 de euro in. In 2004 werd toenmalig eerste minister José Manuel Barroso genomineerd als voorzitter van de Europese Commissie.
Na 2000 ging het echter slechter met de Portugese economie en in 2011, ten tijde van de Europese staatsschuldencrisis, vroeg Portugal een Europese lening aan om de economie te stabiliseren.

## Geografie

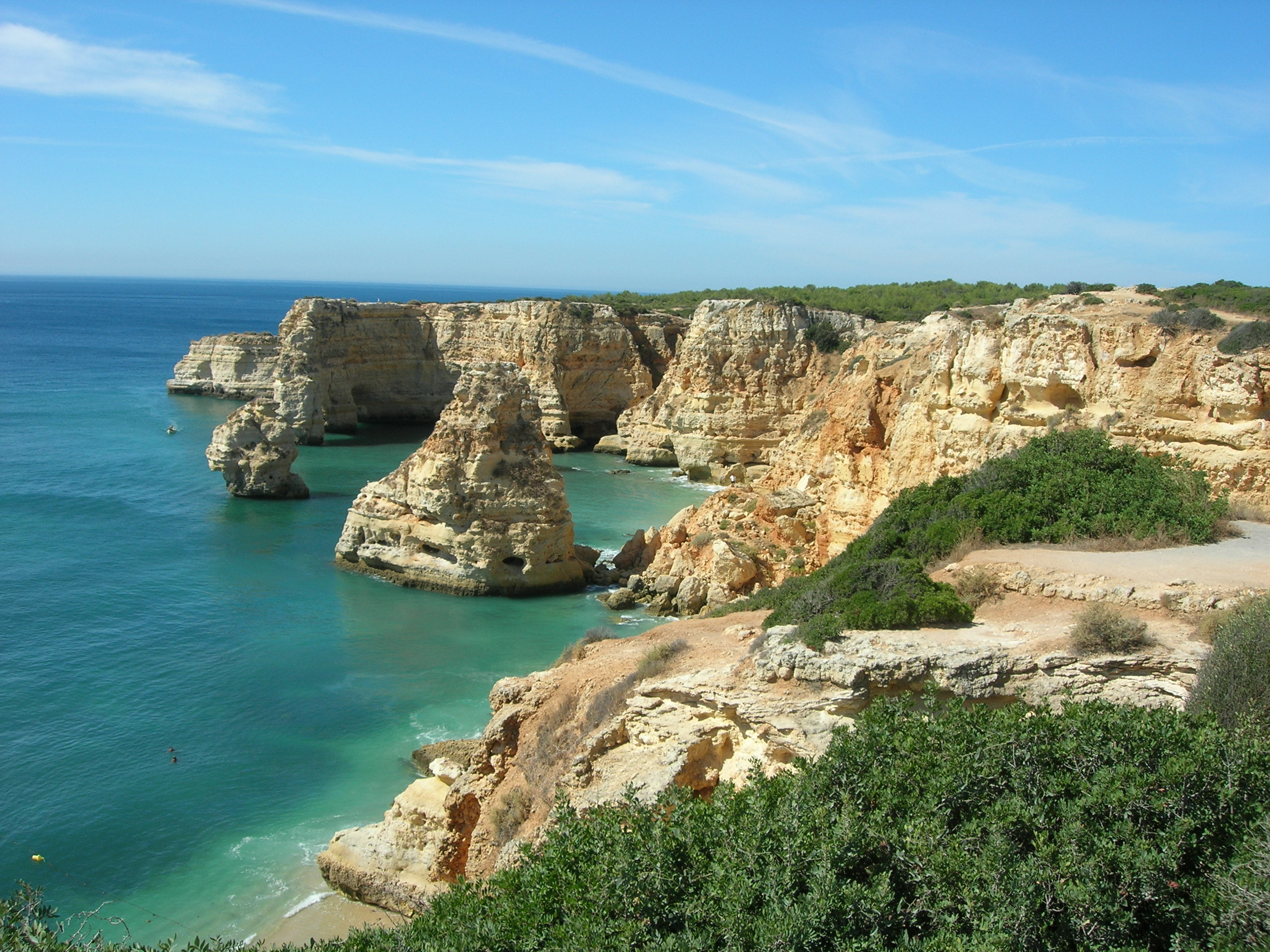
Praia da Marinha bij Lagoa in de Algarve

Portugal heeft een oppervlakte van 92.212 km² (exclusief Azoren, Madeira en Ilhas Selvagens: 89.165 km²). Het heeft slechts één buurland, Spanje, waarmee het een 1214 km lange landgrens deelt. Het westen en zuiden van Portugal hebben een kustlijn van 832 km aan de Atlantische Oceaan.
Het Portugese vasteland wordt in het midden van het land doorsneden door de rivier de Taag. Het noordelijke deel van het land is bergachtiger dan het zuiden en heeft een koeler en regenachtiger klimaat. Andere grote rivieren zijn de Douro, de Minho en de Guadiana, die net als de Taag ontspringen in Spanje. Er zijn geen grote natuurlijke meren in het binnenland. Het grootste meer is het Alqueva-stuwmeer (250 km²), dat ook het grootste stuwmeer van Europa is. Het hoogste punt van Portugal is de Ponta do Pico op de Azoren, met een hoogte van 2351 m. Het hoogste punt van het vasteland is de Torre in de Serra da Estrela (1993 m).
De eilandengroepen Madeira, bestaande uit vijf eilanden, en de Azoren, bestaande uit negen eilanden, liggen ten westen van Portugal in de Atlantische Oceaan. De eilanden zijn van vulkanische oorsprong en hebben een subtropisch klimaat.
De hoofdstad en grootste stad van het land is Lissabon (Portugees: Lisboa). Enkele andere grote steden zijn Amadora, Aveiro, Braga, Coimbra, Funchal (Madeira), Guimarães, Porto, Setúbal en Vila Nova de Gaia.
Het land kent verschillende natuurparken en één nationaal park (Nationaal park Peneda-Gerês).

### Klimaat

Kenmerkend landschap van Alentejo bij Elvas

Portugal heeft een mediterraan klimaat volgens de klimaatclassificatie van Köppen. In het noorden van Portugal heerst een zeeklimaat en regent het vaker. Sneeuw in de vorm van neerslag is in het land zeldzaam, maar tegen de grens met Spanje op de bergketen Serra da Estrela in de regio Centro de Portugal, daalt de temperatuur tot onder de 5 graden in de winter en kan er ook sneeuw vallen. Daarnaast is er een mediterraan klimaat in het zuiden van het land, waar het meestal het hele jaar door droog en zonnig is. Het is daar in de zomer met temperaturen van 35 tot 40 graden warmer dan in het noorden. Portugal kent tevens geregeld lange, droge periodes, vooral in de regio Alentejo.

### Landgebruik
Portugal bezit heel weinig natuurlijke rijkdommen en de landbouwgrond wordt vooral gebruikt om dieren te fokken of gewassen zoals olijven, druiven, kurkeiken of eucalyptus te verbouwen. Er zijn plannen om via een pijpleiding over Marokko en Spanje aardgas uit Algerije aan te voeren.

## Demografie
Portugal is, wat de autochtone bevolking betreft, in taalkundig, etnisch en religieus opzicht een erg homogeen land. In het hele land wordt Portugees gesproken, met uitzondering van dorpen rond Miranda do Douro waar een Asturisch dialect wordt gesproken, het Mirandees. Het grootste deel van de Portugezen is aanhanger van het rooms-katholieke geloof.

### Bevolkingssamenstelling
Portugal heeft 10.302.674 (2020) inwoners, waarvan het grootste deel (circa 70%) woont in de dichtbevolkte kuststreek, die van de Spaanse noordgrens tot aan Lissabon loopt. Het zuiden en het achterland van de kuststrook zijn zeer dunbevolkt. Meer dan 10% van de bevolking woont in de steden Lissabon en Porto terwijl de helft van de bevolking woont in plaatsen met minder dan 2000 inwoners. Desalniettemin is ook in Portugal een verstedelijkingstrend gaande. Binnen Portugal zijn er dan ook sterke migratiebewegingen van het achterland richting de industriële regio's van Lissabon en Porto en de toeristische regio's Algarve, Madeira en de Azoren.
Portugal was lange tijd een emigratieland; belangrijke groepen Portugezen zijn te vinden in Brazilië, Luxemburg en Frankrijk, vooral rond Parijs, dat weleens de op een na grootste Portugese stad ter wereld genoemd wordt. Ondertussen waren er sinds de dekolonisatie groepen immigranten uit voormalige koloniën die naar Portugal trokken. Sinds de toetreding tot de Europese Unie en de daarmee verbonden politieke en economische veranderingen is de immigratie, met name uit Afrika (Angola, Kaapverdië), Zuid-Amerika (Brazilië) en Oost-Europa (Rusland, Oekraïne, Moldavië) alleen maar toegenomen.
Een op de tien Portugezen is van niet-Portugese afkomst; een gedeelte hiervan heeft het Portugese staatsburgerschap inmiddels verkregen. Aan het eind van 2003 leefden er ongeveer 250.000 niet-Portugezen in Portugal. Meer dan de helft daarvan was afkomstig uit andere Portugeestalige landen met een gelijkende religieuze en culturele achtergrond. Ongeveer een kwart van de buitenlandse inwoners is afkomstig uit Europa. Een gedeelte daarvan bestaat uit gepensioneerden die overwinteren in Portugal. Een ander gedeelte zijn remigrerende Portugezen die inmiddels het staatsburgerschap van hun emigratieland hebben aangenomen.
De allochtone bevolking is voornamelijk in de regio Lissabon (ca. 50%) en de andere stedelijke gebieden in de kuststrook te vinden. In het binnenland bestaat slechts 0,5% van de bevolking uit allochtonen.

### Taal

Kaart van Lusophonia

Portugees is de officiële taal van Portugal. Portugees is een Romaanse taal, die zijn oorsprong vindt in de oorspronkelijke taal van wat nu Galicië en Noord-Portugal is, het Galicisch-Portugees. Het is afgeleid van het Latijn dat gesproken werd door de geromaniseerde pre-Romeinse volkeren van het Iberisch Schiereiland rond 2000 jaar geleden.
In de 15e en 16e eeuw verspreidde het zich over de hele wereld toen Portugal een koloniaal en commercieel rijk (1415-1999) stichtte. Als gevolg daarvan is vandaag de dag Portugees de officiële taal in Brazilië, Angola, Mozambique, Kaapverdië, Sao Tomé en Principe, Guinee-Bissau en Oost-Timor. Deze landen en Macau vormen Lusophonia, een term die is afgeleid van de oude Romeinse provincie Lusitania, die momenteel overeenkomt met het Portugese grondgebied ten zuiden van de rivier de Douro. Zo wordt Portugees gesproken als moedertaal op vier verschillende continenten, waarbij Brazilië het grootste aantal inheemse Portugese sprekers heeft van alle landen.
In de streek rond Miranda do Douro, het noordoosten van Portugal, is het Mirandees erkend als minderheidstaal. De taal wordt gesproken door ongeveer 15.000 mensen.

### Religie
De Portugezen zijn overwegend katholiek (zie Katholieke Kerk in Portugal). Volgens de census van 2001 was 84,5% van de Portugezen katholiek en 2,2% protestant. Net zoals in andere Europese landen neemt door ontkerstening het aantal christenen af. Portugal kent een uitgebreide Mariaverering en het bekende bedevaartsoord Fátima, dat aan Maria gewijd is, ligt in Centraal-Portugal. De Heiligen Antonius van Padua, Franciscus Borgia, Gabriël, Joris (Georgius), João de Britto en Vincentius van Zaragoza zijn de patroonheiligen van Portugal.
Verder zijn er nog moslims, joden en hindoes (de hindoes komen uit Goa, dat vroeger een Portugese kolonie was) te vinden. Portugal kent vrijheid van godsdienst.

## Politiek

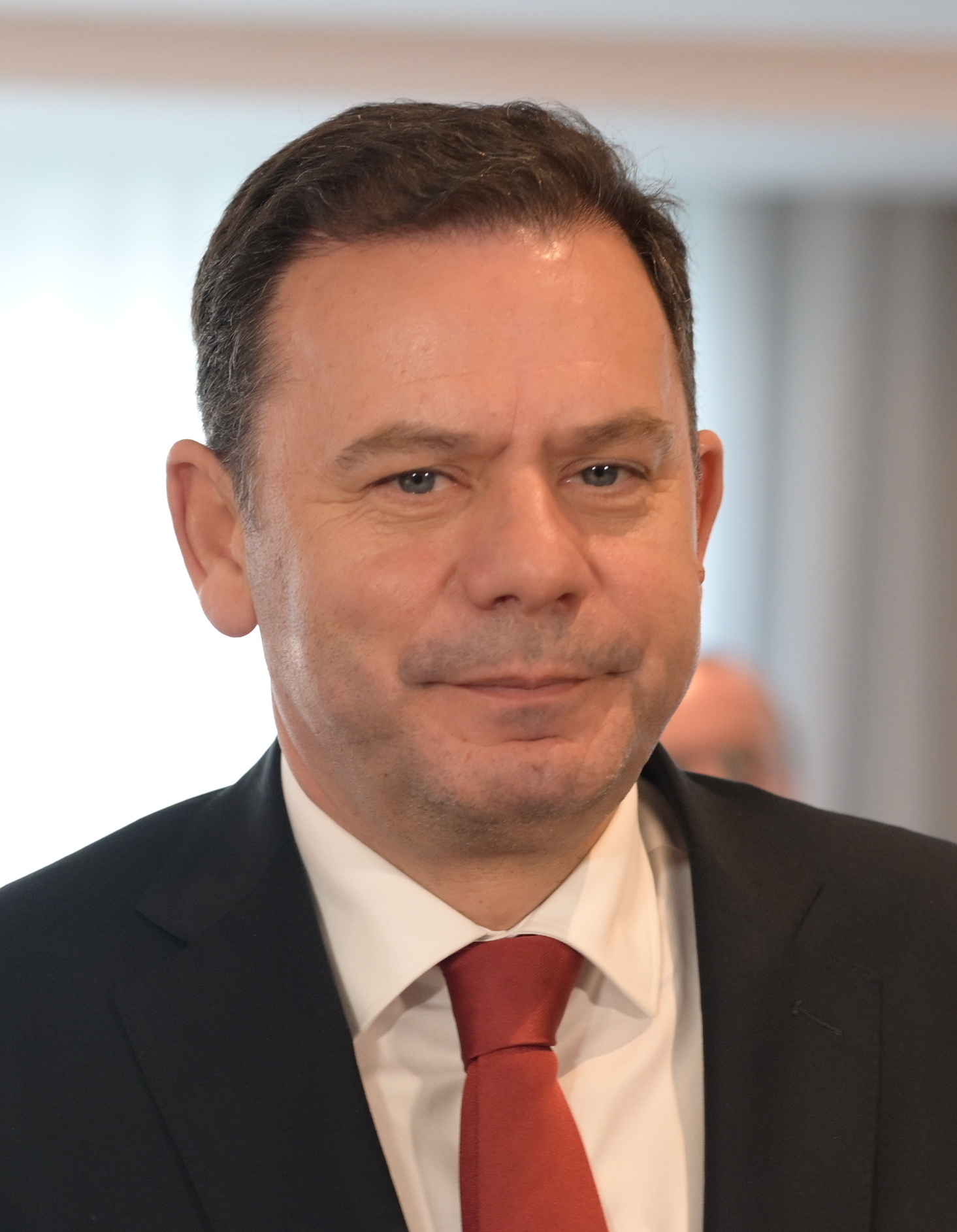
Luís Montenegro, de huidige premier

Portugal is een parlementaire democratie met Lissabon als hoofdstad. Het land is tevens een republiek met een president die voor een termijn van vijf jaar gekozen wordt door de bevolking. De huidige premier is Luís Montenegro (PSD), sinds 2 april 2024.
Het Portugese parlement bestaat uit één kamer, de Assembleia da República. Deze telt 230 leden die gekozen worden voor een periode van vier jaar. De twee dominante partijen in de Portugese politiek zijn de linkse Partido Socialista (PS) en de rechtse PSD. Momenteel is Luís Montenegro van de PSD premier.

### Bestuurlijke indeling
Portugal is bestuurlijk ingedeeld in achttien districten (distritos) op het vasteland en twee autonome regio's (regiões autónomas) met aan het hoofd een benoemde gouverneur, de Azoren en Madeira. Deze zijn weer verder onderverdeeld in 309 gemeenten (concelhos), die op hun beurt weer zijn onderverdeeld in 4261 freguesias (deelgemeenten met een eigen bestuur).
Vroeger was Portugal verdeeld in elf provincies (van noord naar zuid):
Minho, Trás-os-Montes, Alto Douro, Douro Litoral, Beira Alta, Beira Baixa, Estremadura, Ribatejo, Alto Alentejo, Baixo Alentejo en Algarve.

## Cultuur

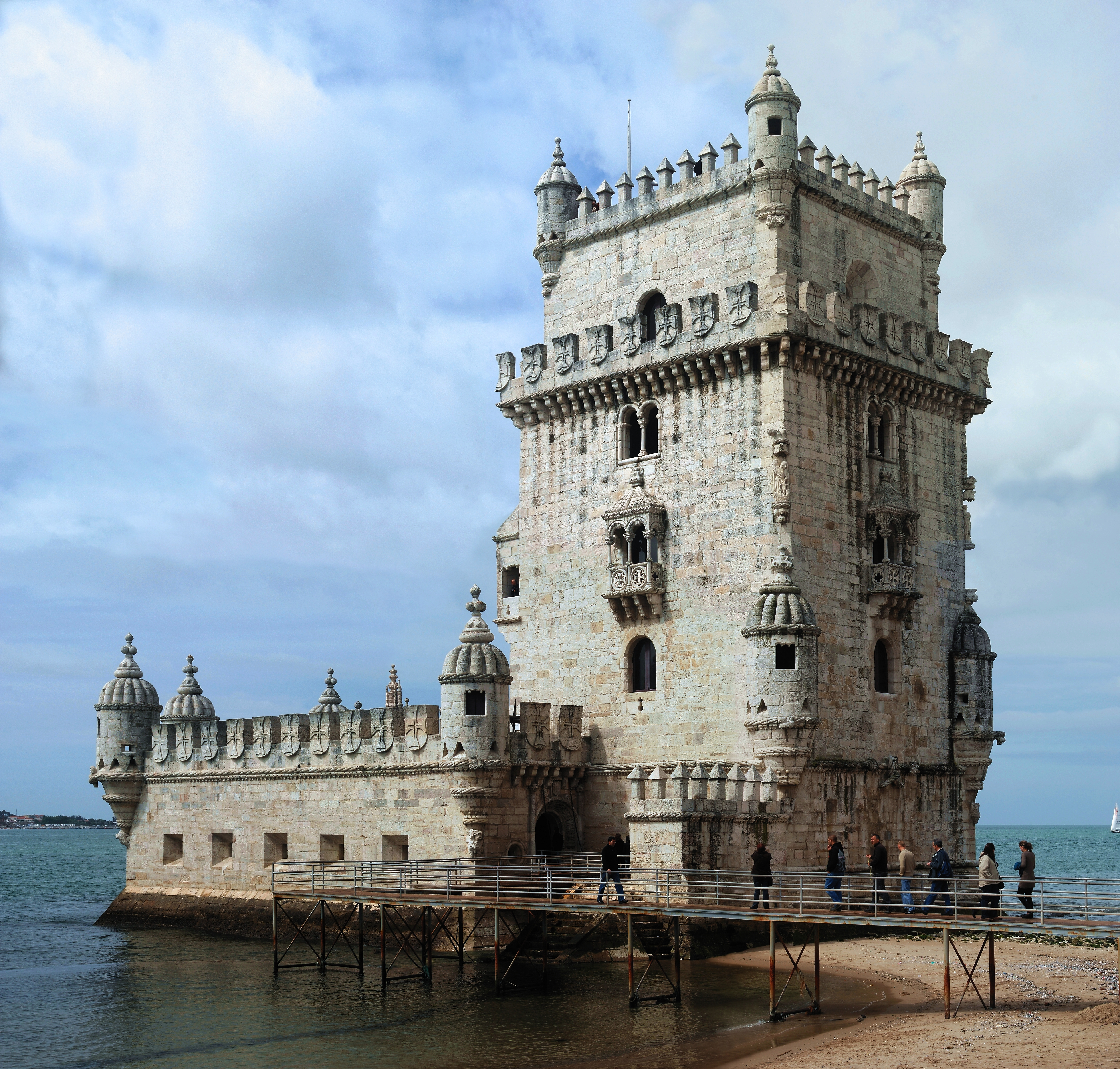
Torre de Belém, Lissabon. Een werelderfgoedlocatie en een typisch voorbeeld van Portugals unieke Manuelstijl architectuur.

Portugal heeft een specifieke cultuur ontwikkeld door beïnvloeding van de verschillende beschavingen die het Middellandse Zeegebied en het Europese continent hebben doorkruist of die werden geïntroduceerd tijdens de actieve rol die Portugal speelde tijdens de eeuw van de ontdekkingsreizen. In de jaren 1990 en 2000 moderniseerde Portugal zijn openbare culturele voorzieningen in aanvulling op het Calouste Gulbenkian fonds dat werd ingesteld in 1956 in Lissabon. Deze omvatten het cultuurcentrum van Belém in Lissabon, Serralves-fonds en het Casa da Música, beide in Porto, maar ook de nieuwe openbare culturele voorzieningen zoals gemeentelijke bibliotheken en concertzalen die zijn gebouwd of gerenoveerd in veel gemeenten in het hele land.

### Architectuur
De traditionele Portugese architectuur is onderscheidend en omvat de Manuelstijl, ook wel bekend als de Portugese laatgotische stijl, een weelderige, composiet-Portugese stijl van architectonische versiering uit de eerste decennia van de 16e eeuw, waarin de maritieme elementen en voorstellingen uit de Portugese ontdekkingsreizen zijn opgenomen. Het moderne Portugal heeft wereldberoemde architecten als Eduardo Souto de Moura, Álvaro Siza Vieira (beiden winnaars van de Pritzker Prize) en Gonçalo Byrne. In Portugal zelf is Tomás Taveira het noemen waard, met name vanwege zijn stadionontwerp.

### Bezienswaardigheden
- Monumenten op de Werelderfgoedlijst

### Film
De Portugese film kent een lange traditie die teruggaat tot de geboorte van het medium in de late 19e eeuw. Portugese filmregisseurs als Arthur Duarte, António Lopes Ribeiro, Pedro Costa, Manoel de Oliveira, Antonio Pedro Vasconcelos, João Cesar Monteiro, João Botelho en Leonel Vieira zijn onder degenen die bekendheid verwierven. Bekende Portugese filmacteurs zijn onder anderen Joaquim de Almeida, Daniela Ruah, Maria de Medeiros, Diogo Infante, Soraia Chaves, Vasco Santana, Ribeirinho en António Silva.

### Eten en drinken

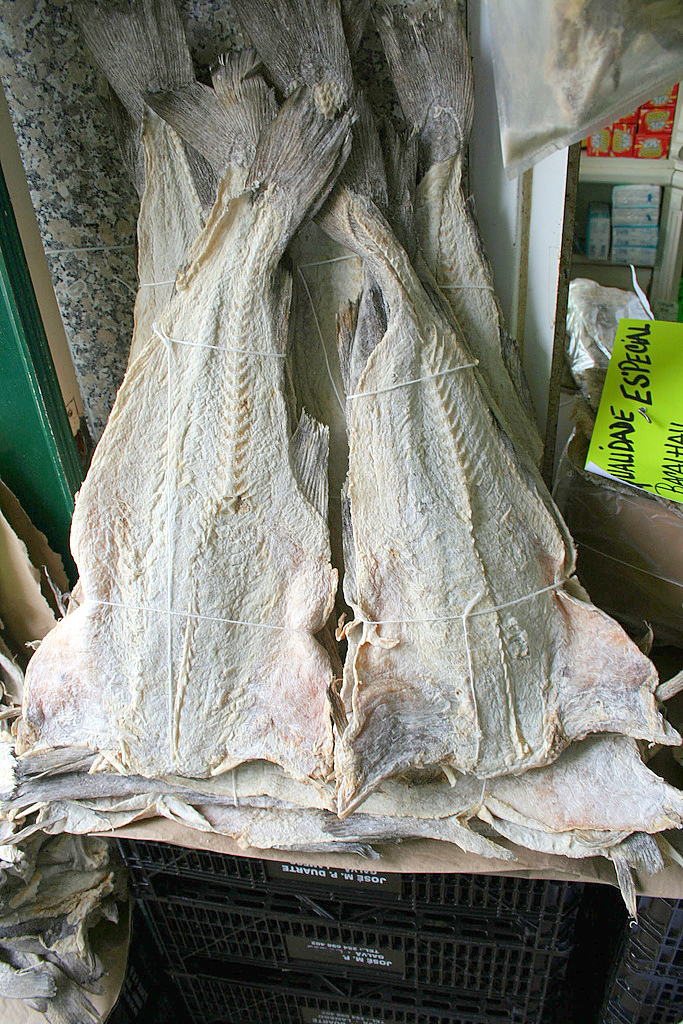
Bacalhau (stokvis) is een veelgebruikt ingrediënt in de Portugese keuken

De Portugese keuken is zeer divers, de verschillende regio's hebben elk hun eigen traditionele gerechten. Er wordt veel gedaan met gedroogde kabeljauw (bacalhau), waarvoor voor de bereiding honderden recepten zijn. Er wordt weleens gezegd dat er voor elke dag van het jaar wel een bacalhau-recept is. Twee andere populaire visrecepten zijn gegrilde sardines en caldeirada, een op aardappel gebaseerde stoofpot die kan worden gemaakt van verschillende soorten vis. Typisch Portugese vleesrecepten, die kunnen worden gemaakt van rund, varken, lam of kip zijn onder meer cozido à Portuguesa, feijoada, frango de churrasco, leitão en carne de porco à alentejana. Een zeer populaire schotel uit het noorden is de arroz de sarrabulho (rijst gestoofd in varkensbloed) of de arroz de cabidela (rijst en kippenvlees gestoofd in kippenbloed). Typische fastfoodgerechten zijn de francesinha uit Porto en bifanas (gegrild varkensvlees) of prego (gegrild rundvlees) sandwiches, die algemeen bekend zijn in het hele land.
De Portugese gebakskunst heeft haar oorsprong in de Middeleeuwen. Katholieke kloosters, die wijdverspreid zijn over het hele land, slaagden erin om met behulp van zeer weinig ingrediënten (meestal amandelen, bloem, eieren en verschillende soorten sterkedrank) een spectaculair breed scala van verschillende gebakjes te maken, waarvan pastéis de Belém (of pastéis de nata), oorspronkelijk uit Lissabon, en ovos moles uit Aveiro voorbeelden zijn.
Portugese wijnen hebben al internationale erkenning sinds de tijden van het Romeinse Rijk, dat Portugal associeerde met hun god Bacchus. Tegenwoordig is het land bekend bij wijnliefhebbers en zijn wijnen hebben verschillende internationale prijzen gewonnen. Tot de beste Portugese wijnen behoren Vinho Verde, Vinho Alvarinho, Vinho do Douro, Vinho do Alentejo, Vinho do Dão, Vinho da Bairrada evenals de zoete portwijnen, Madeira, en de Moscatel van Setúbal en Favaios.

### Muziek

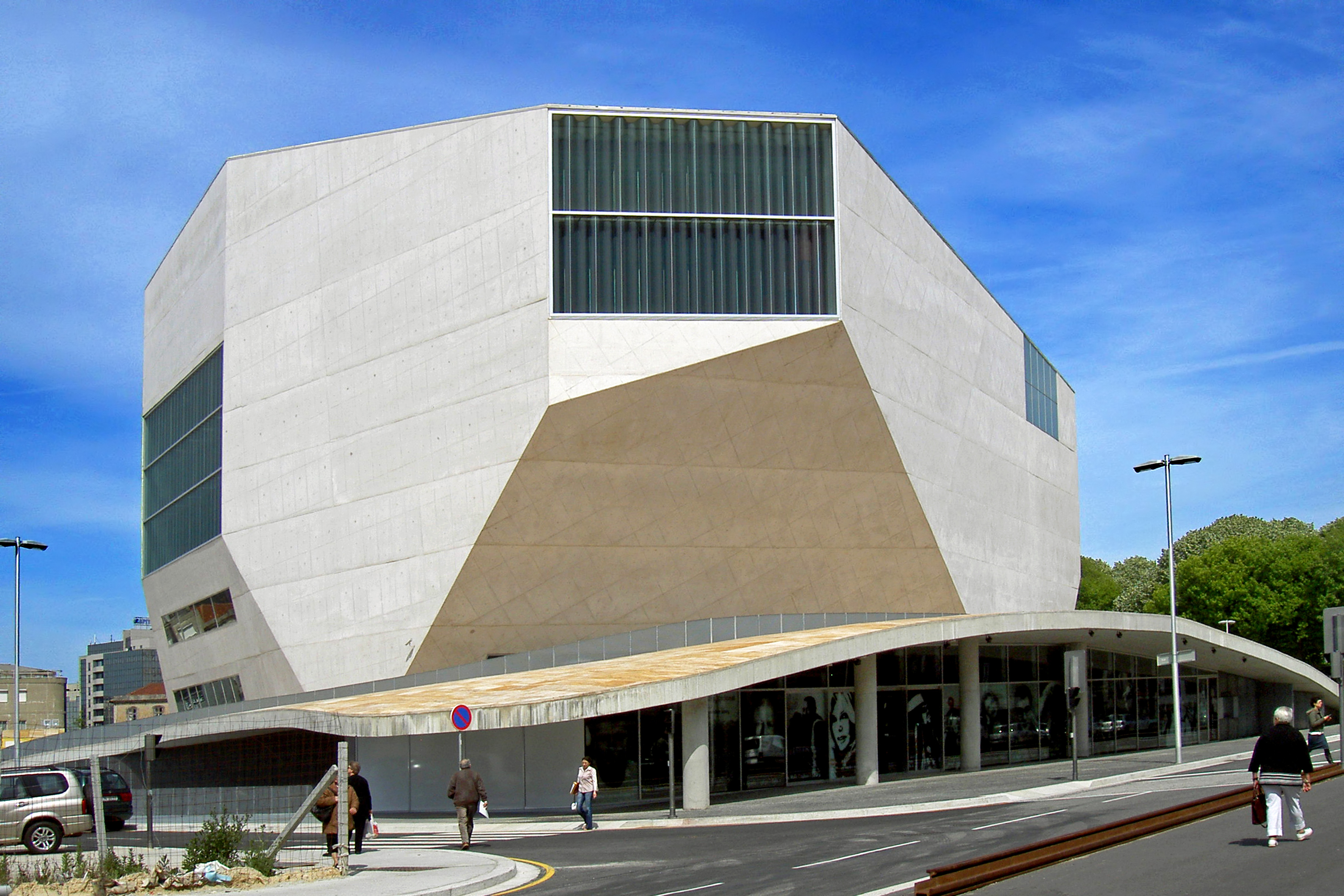
Casa da Música, een concertgebouw in Porto

Portugese muziek omvat een breed scala aan genres. Het bekendst is fado, een melancholische muziek, meestal geassocieerd met de Portugese gitaar en saudade (verlangen). Internationaal opvallende artiesten zijn onder anderen Amália Rodrigues, Carlos Paredes, José Afonso, Cristina Branco, Mariza, Carlos do Carmo, António Chainho, Mísia en Madredeus. 
Een andere traditionele Portugese muziekstijl is cante alentejano, deze stijl is net als fado door de UNESCO erkend als immaterieel cultureel erfgoed.
Naast de fado en volksmuziek, zoals Madredeus, luisteren de Portugezen naar pop en andere vormen van moderne muziek, met name uit Noord-Amerika en het Verenigd Koninkrijk, evenals een breed scala van Portugese en Braziliaanse artiesten en bands. Artiesten met internationale erkenning zijn onder anderen Moonspell, Buraka Som Sistema, Blasted Mechanism en The Gift, waarbij de laatste twee zijn genomineerd voor een MTV Europe Music Award.
Portugal heeft een aantal zomermuziekfestivals, zoals Festival Sudoeste in Zambujeira do Mar, Festival de Paredes de Coura in Paredes de Coura, Festival Vilar de Mouros nabij Caminha en Optimus Alive!, Rock in Rio Lisboa en Super Bock Super Rock in Groot-Lissabon. Buiten de zomer heeft Portugal een groot aantal festivals meer bedoeld voor een stedelijk publiek, zoals Flowfest of Hip Hop Porto. Verder vindt om de twee jaar een van de grootste internationale Goa trancefestivals plaats in het centrum van Portugal, het Boom Festival.
In het klassieke muziekdomein wordt Portugal vertegenwoordigd door namen als de pianist Artur Pizarro, Maria João Pires, Sequeira Costa, de violist Gerardo Ribeiro en in het verleden door de grote cellist Guilhermina Suggia. Opmerkelijke componisten zijn onder anderen José Vianna da Motta, Carlos Seixas, João Domingos Bomtempo, João de Sousa Carvalho, Luís de Freitas Branco en zijn leerlingen Joly Braga Santos, Fernando Lopes-Graça, Emmanuel Nunes en Sergio Azevedo.

### Schilderkunst
Portugal heeft rijke geschiedenis voor wat betreft de schilderkunst. De eerste bekende schilders dateren uit de 15e eeuw; Nuno Gonçalves maakte deel uit van de gotische periode. José Malhoa, bekend van zijn werk O Fado en Columbano Bordalo Pinheiro (schilder van de portretten van Teófilo Braga en Antero de Quental) waren beide actief in de naturalistische schilderkunst.
De 20e eeuw bracht het modernisme en daarmee kwamen de meest prominente Portugese schilders: Amadeo de Souza-Cardoso, die sterk werd beïnvloed door de Franse schilders, met name door de Delaunays. Tot zijn bekendste werken behoren Canção Popular a Russa e o Fígaro. Een andere grote modernistische schilder/schrijver was Almada Negreiros, vriend van de dichter Fernando Pessoa en schilder van een portret van Pessoa. Hij werd sterk beïnvloed door zowel de kubistische als de futuristische trends. Vooraanstaande internationale personen in de beeldende kunst vandaag de dag zijn onder anderen de schilders Vieira da Silva, Júlio Pomar, Helena Almeida, Joana Vasconcelos, Julião Sarmento en Paula Rego.

### Sport

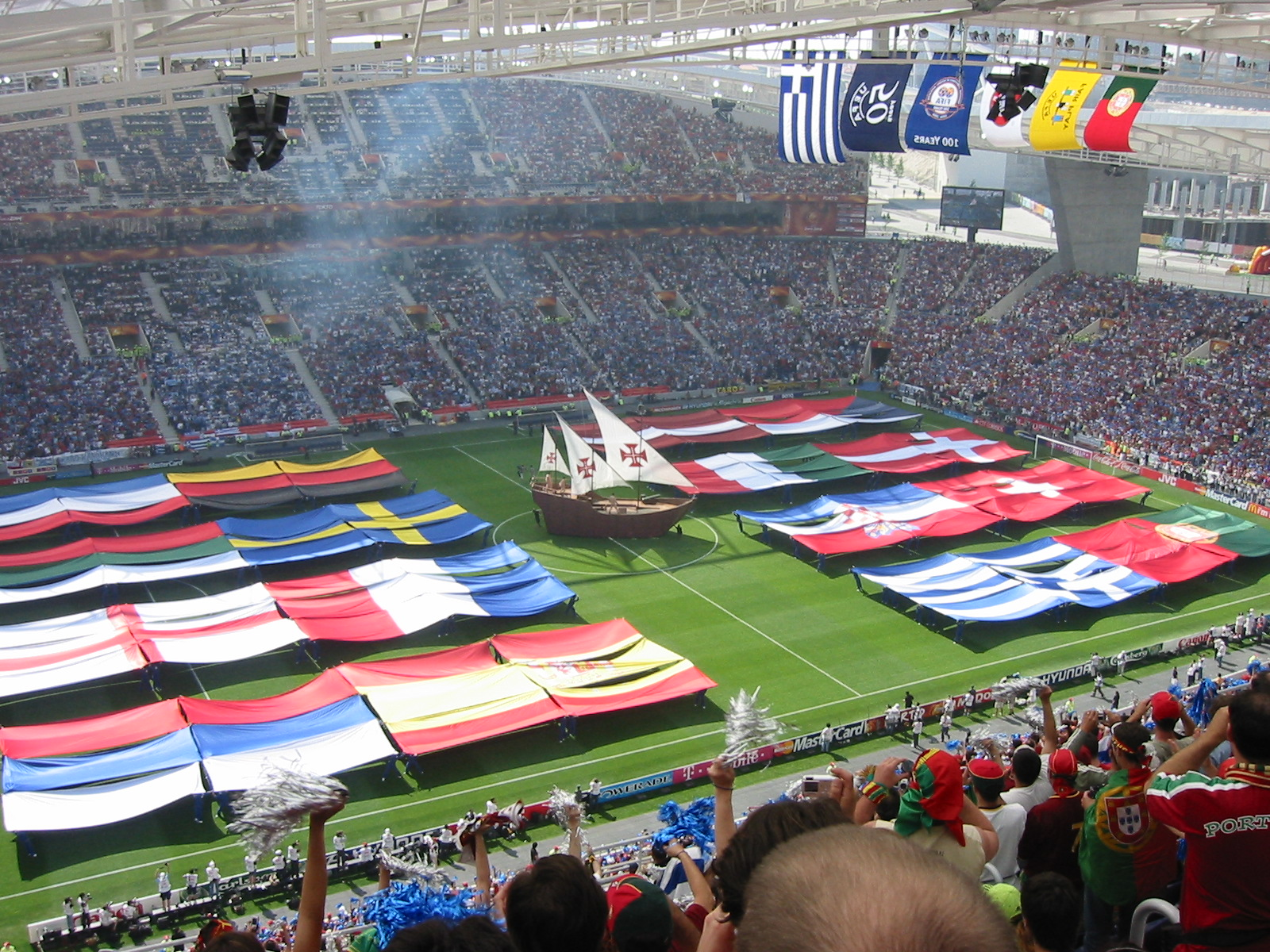
Openingsceremonie van het Europees kampioenschap voetbal 2004 in het Estádio do Dragão, Porto

Voetbal is de populairste en meest gespeelde sport. Er zijn verschillende voetbalcompetities, variërend van lokale amateur tot professioneel niveau. Eusebio is een symbool van de Portugese voetbalgeschiedenis. Wereldvoetballer van het jaarwinnaars Luís Figo en Cristiano Ronaldo zijn een paar voorbeelden van voetballers die geboren zijn in Portugal en over de gehele wereld bekend zijn. Portugese voetbalmanagers zijn ook het noemen waard met Jose Mourinho, Andre Villas-Boas, Carlos Queiroz en Manuel Jose als de bekendste.
De Portugese nationale voetbalteams hebben titels op het wereldkampioenschap voetbal onder 20 en in UEFA-jeugdkampioenschappen behaald. Het belangrijkste nationale team, Selecção Nacional, won het EK 2016. Het eindigde als tweede op het EK 2004 in eigen land, behaalde de derde plaats op het WK 1966 en werd vierde op het WK 2006.
Sport Lisboa en Benfica, FC Porto en Sporting Clube de Portugal zijn zowel de populairste sportclubs als degene die de meeste trofeeën hebben gewonnen. Ze zijn ook wel bekend als "Os Três Grandes" (de grote drie). Ze hebben 12 titels gewonnen in de Europese UEFA clubcompetities, waren aanwezig in vele finales en zijn regelmatig kanshebbers geweest in de laatste fase bijna elk seizoen. Behalve voetbal zijn er veel Portugese sportclubs die in competitieverband meedoen aan andere sportevenementen met een wisselende mate van succes en de populariteit. Het betreft onder andere rolhockey, basketbal, zaalvoetbal, handbal en volleybal.
Portugal heeft een succesvol rolhockeyteam, met 15 wereldtitels en 20 Europese titels, waardoor het land is met de meeste overwinningen in beide competities. De meest succesvolle Portugese rolhockeyclubs in de geschiedenis van de Europese kampioenschappen zijn Futebol Clube do Porto, Sporting Clube de Portugal, Sport Lisboa e Benfica en Óquei de Barcelos.
Het national rugbyteam speelde een dramatische kwalificatie in het Wereldkampioenschap rugby 2007. Het was het allereerste amateurteam dat zich kwalificeerde voor het wereldkampioenschap sinds het begin van het professionele tijdperk.
In de atletiek hebben de Portugezen een aantal gouden, zilveren en bronzen medailles gewonnen in de Europese, Wereld en Olympische Spelen wedstrijden. Het wielrennen met de Ronde van Portugal als de belangrijkste wedstrijd is ook een populair sportevenement en Portugal heeft een aantal professionele wielerploegen zoals Sport Lisboa e Benfica, Boavista, Clube de Ciclismo de Tavira en União Ciclista da Maia.

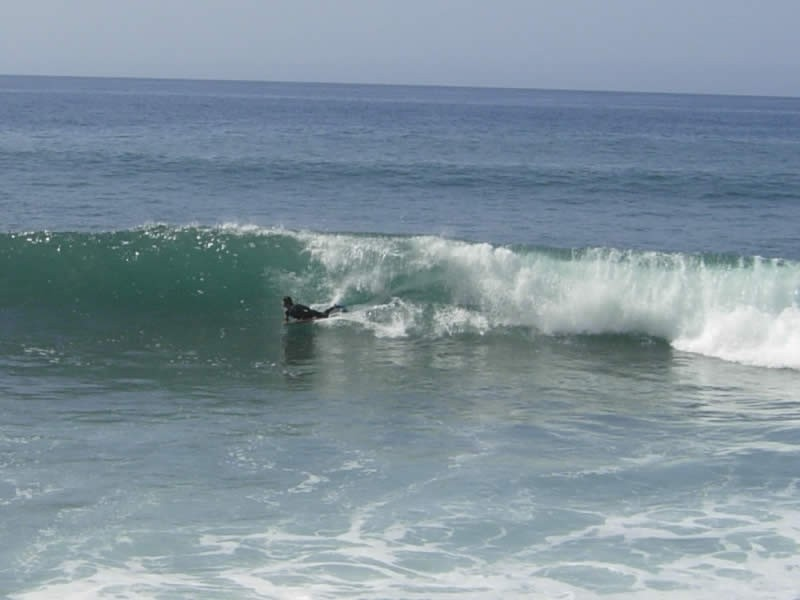
Wereldkampioenschap surfen bij Madeira

Surfen en bodyboarden zijn erg populair in Portugal. Het wereldkampioenschap surfen is onder andere gehouden in Madeira.
Nazaré is beroemd om zijn huizenhoge golven, waar McNamara een 24 meter hoge golf bereed, het in het Guinness book of records van Rodrigo Koxa, 24,4m, in 2017 werd (waarschijnlijk) in 2020 verbeterd door António Laureano (30,9 meter).
Het land heeft ook opmerkelijke prestaties bereikt in sporten als schermen, judo, kitesurf, roeien, zeilen, surfen, schieten, triatlon en windsurf en bezit op deze gebieden een aantal Europese en mondiale titels. De Paralympische atleten hebben ook vele medailles veroverd in sporten zoals zwemmen, boccia en worstelen.
In de autosport is Portugal internationaal bekend door de Rally van Portugal, het Autódromo do Estoril, het Autódromo Internacional do Algarve en het Circuito da Boavista dat nieuw leven is ingeblazen, waar om het jaar een etappe van het WTCC wordt gehouden, maar ook voor een aantal internationaal bekende pilots in uiteenlopende motorsporten.
In de paardensport won in 2006 Portugal het enige horseball-Pato WK en behaalde de derde positie in de eerste horseball World Cup (georganiseerd in Ponte de Lima, Portugal, in 2008).
Bij de watersport heeft Portugal twee belangrijke sporten, zwemmen en waterpolo.
Noord-Portugal heeft zijn eigen originele vechtsport, Jogo do Pau.
Andere populaire sport-gerelateerde recreatieve activiteiten in de buitenlucht met duizenden liefhebbers het hele land zijn onder andere airsoft, vissen, golfen, wandelen, jacht en oriëntatielopen.

## Vervoer

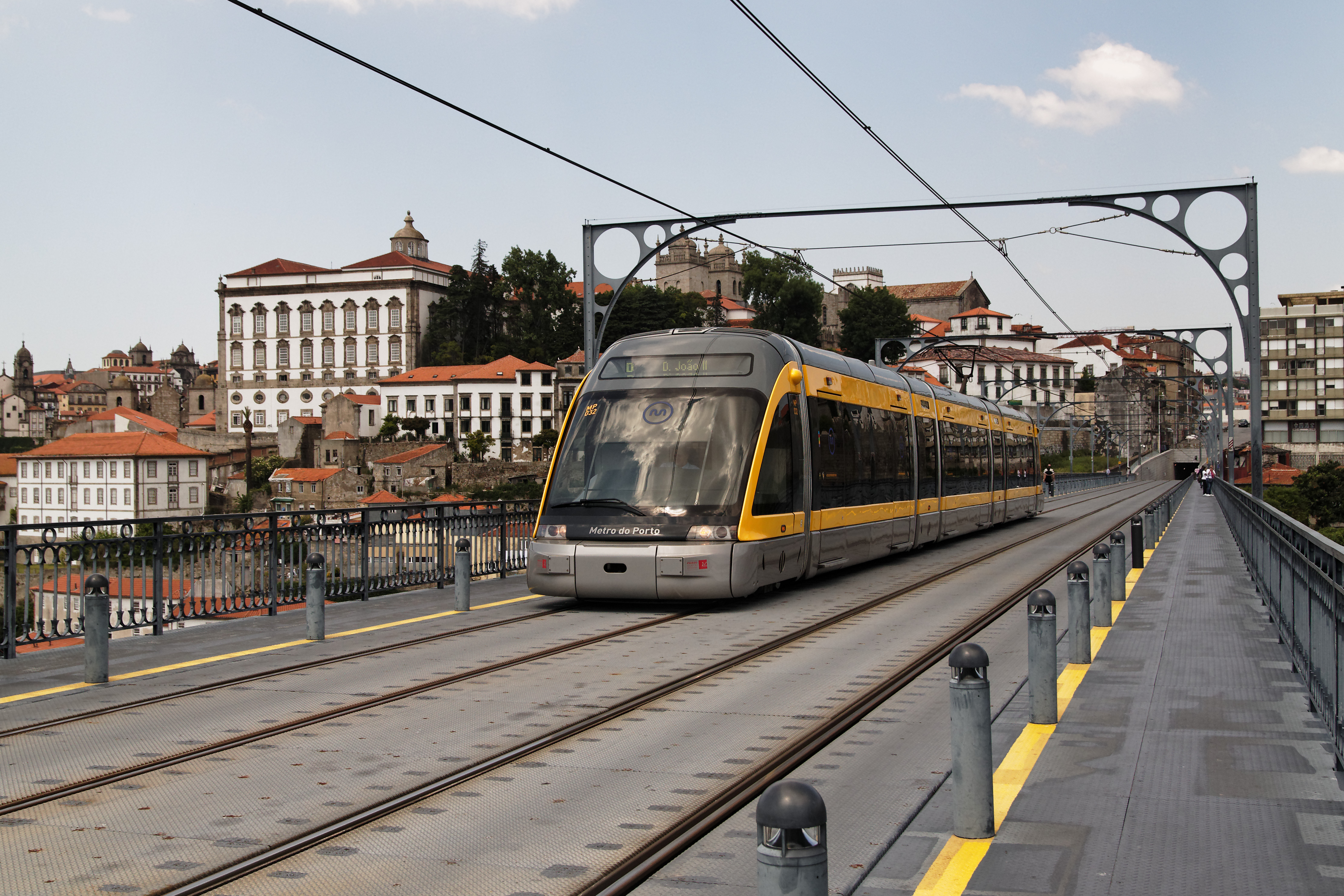
Tram van de 'Metro do Porto' op de Dom Luis I-brug.

In de vroege jaren zeventig kende Portugal een snelle groei van de economie en de consumptie. De aankoop van nieuwe auto's leidde tot hogere prioriteit voor verbeteringen in het transport. Ook in de jaren negentig, na de toetreding van het land tot de EU, bouwde Portugal vele nieuwe autosnelwegen. Vandaag de dag heeft Portugal een wegennet van 68.732 km, waarvan bijna 3.000 km deel uitmaakt van het snelwegnetwerk van 44 snelwegen.
In 1944 werd de eerste snelweg aangelegd (tussen Lissabon en het nationale stadion). Dit was een innovatief project dat Portugal een van de eerste landen in de wereld met een snelweg maakte. Deze snelweg werd uiteindelijk de snelweg Lissabon-Cascais, de A5. Alhoewel rond 1960 en 1970 meer stukken snelweg werden aangelegd, kwam het pas na het begin van de jaren tachtig tot een grootschalige aanleg van autosnelwegen. In 1972 werd Brisa, de snelwegconcessiehouder opgericht, om het beheer van veel van de snelwegen af te handelen voor de regio's. Op veel snelwegen moet tol worden betaald.

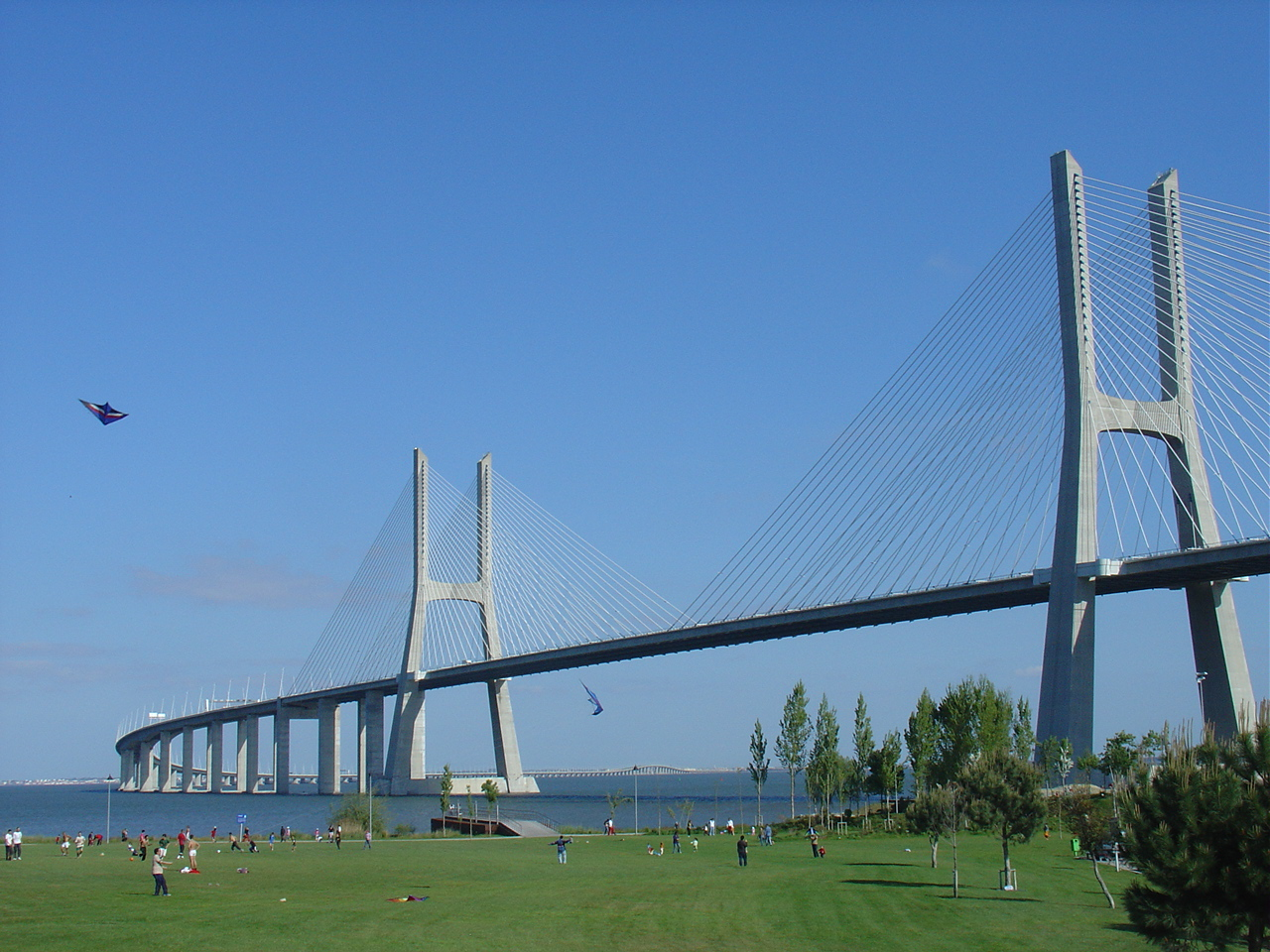
De Vasco da Gamabrug over de Taag, is met een lengte van 17 kilometer de op een na langste brug in Europa.

De Vasco da Gamabrug is met een lengte van 17 kilometer de langste brug in Europa.
Het continentale deel van Portugal heeft drie internationale luchthavens in de buurt van de belangrijkste steden, Lissabon, Porto, Faro en Beja. De geografische ligging van Lissabon maakt deze plaats tot een hub voor vele buitenlandse luchtvaartmaatschappijen op diverse luchthavens in het land. De belangrijkste luchtvaartmaatschappij is TAP Portugal, hoewel veel andere binnenlandse luchtvaartmaatschappijen diensten onderhouden binnen en buiten het land. De regering besloot om een nieuwe luchthaven te bouwen buiten Lissabon, in Alcochete, ter vervanging van Lissabon-Portela. Momenteel zijn de belangrijkste luchthavens in Lissabon, Porto, Faro, Funchal (Madeira) en Ponta Delgada (Azoren). Ze worden beheerd door de nationale luchthavenautoriteit ANA Aeroportos de Portugal S.A..

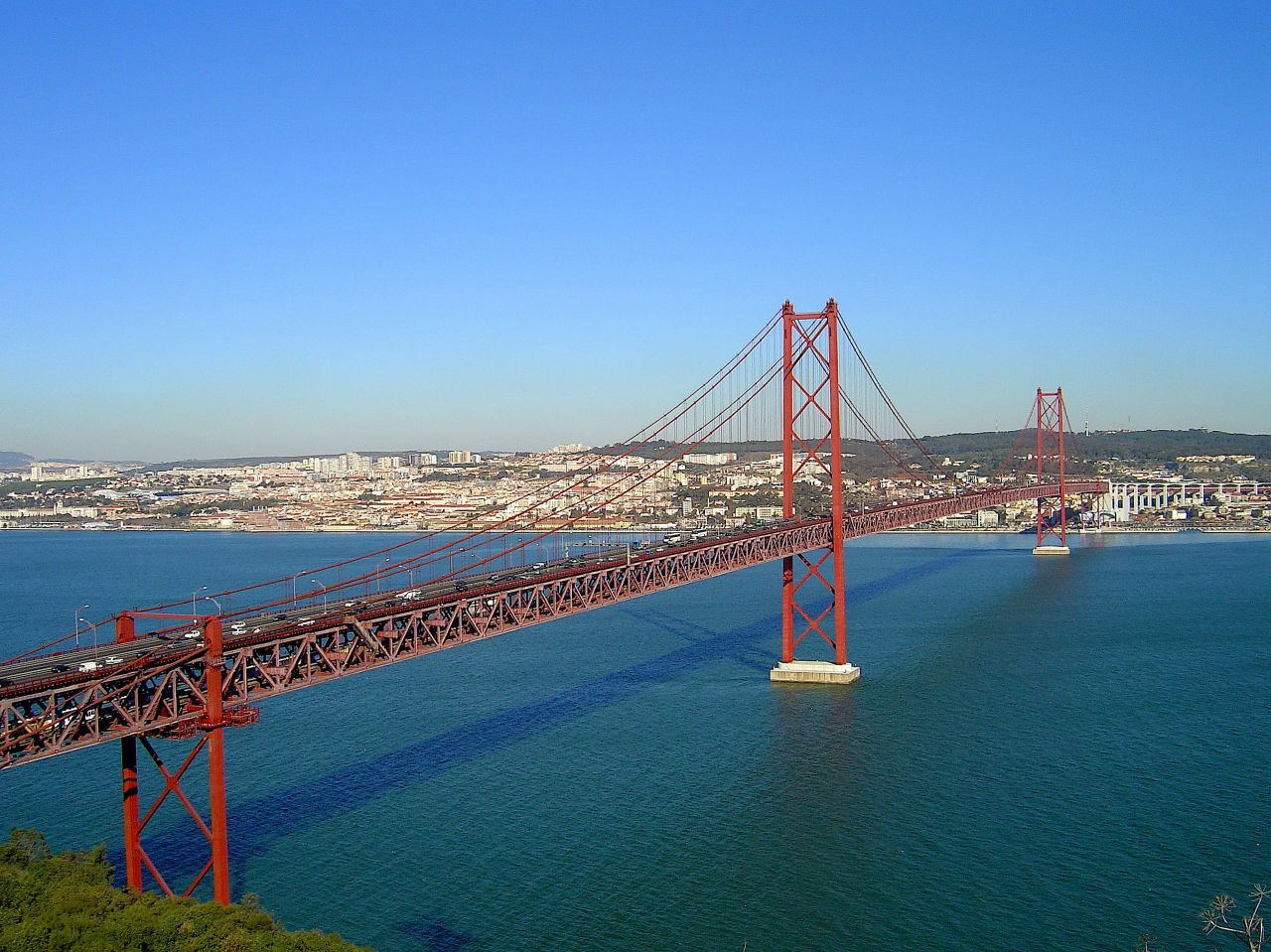
Ponte 25 de Abril over de Taag.

Het nationale spoorwegnet dat zich uitstrekt over het hele land met uitlopers naar Spanje wordt ondersteund en beheerd door Comboios de Portugal. Treinvervoer van personen en goederen heeft de beschikking over een netwerk van 2.791 km van spoorlijnen, waarvan 1.430 km is geëlektrificeerd en waarvan ongeveer 900 km geschikt is voor snelheden van meer dan 120 km/h. Het spoorwegnet wordt beheerd door Rede Ferroviária Nacional, terwijl het vervoer van passagiers en goederen valt onder de verantwoordelijkheid van Caminhos de Ferro Portugueses (CP). In 2006 vervoerde de CP 133 miljoen reizigers en 9.750.000 ton goederen.
De belangrijkste zeehavens zijn gelegen in Leixões, Aveiro, Figueira da Foz, Lissabon, Setúbal, Sines en Portimão.
De twee grootste stedelijke gebieden hebben metrosystemen, de metro van Lissabon en Metro Sul do Tejo in het gebied Lissabon en Metro do Porto in de regio Porto, elk met meer dan 35 km aan lijnen. Het tramnetwerk van Lissabon levert reeds tramdiensten, geleverd door de Companhia de Carris de Ferro de Lisboa, voor meer dan een eeuw. In Porto resteert slechts een tramnetwerk met een toeristische lijn op de oevers van de Douro.